# Очёрский пруд
Очёрский пруд — крупный искусственный водоём в Очёрском районе Пермского края.
Расположен на реке Очёр, на территории города Очёр. Площадь водоёма составляет 6,77 км². Средняя глубина — 3,5 — 4,5 м. Максимальная глубина — 11 м. Абсолютный уровень уреза воды в верхнем бьефе составляет 132,3 м; в нижнем бьефе — 122,3 м. Непосредственно в пруд впадает с правого берега река Берёзовка, а с левого — реки Травная и Лужкова. Вблизи левого берега расположен крупный песчаный остров.
Очёрский пруд был создан для нужд Очёрского металлургического завода. Длина плотины 550 м, ширина основания — 36 м. Водная растительность развита слабо. Пруд сформировал свой рыбохозяйственный комплекс. Очёрский машзавод длительное время предпринимал усилия по зарыблению и поддержанию стад. Водятся лещ, судак, щука, окунь, линь, плотва, налим, ёрш и другие рыбы.
В 1813—1814 годах для повышения уровня воды в пруду был выкопан канал Копань, соединяющий реки Чепца и Очёр. В итоге канал оказался неэффективным из-за ошибок в проектировании. Напор воды был очень мал, и после запуска по дну канала потёк лишь небольшой ручей. Уровень воды в Очёрском пруду практически не изменился, и канал был заброшен.

## Топографические карты
Лист карты O-40-74 Очёр. Масштаб: 1 : 100 000. Состояние местности на 1983 год. Издание 1984 г.